# Strumień
Strumień è un comune urbano-rurale polacco del distretto di Cieszyn, nel voivodato della Slesia.
Ricopre una superficie di 58,4 km² e nel 2004 contava 11 841 abitanti.